# Soko G-2 Galeb
Il Soko G-2 Galeb è un monomotore a getto da addestramento basico ad ala dritta prodotto dall'allora azienda iugoslava SOKO dagli anni sessanta agli anni ottanta.
Primo velivolo a getto di progettazione nazionale ad entrare in produzione in serie, il Galeb venne utilizzato principalmente nelle scuole di volo della Jugoslovensko ratno vazduhoplovstvo i protivvazdušna odbrana, l'aeronautica militare della ex Iugoslavia, ma riscosse un interesse internazionale venendo acquistato anche dalla Libia e dallo Zambia. Dopo la dissoluzione della Iugoslavia gli esemplari ancora operativi vennero acquisiti dalle forze aeree delle nuove realtà nazionali ed utilizzati in azioni belliche nel corso delle guerre jugoslave.

## Storia

### Sviluppo
Nel 1957 la SOKO iniziò a sviluppare, su propria iniziativa, un progetto per un velivolo biposto da addestramento equipaggiato con un motore a getto, dotato di armamento e con capacità acrobatiche, da proporre alla forza aerea iugoslava per sostituire lo statunitense Lockheed T-33 Shooting Star che fino ad allora era in dotazione alle scuole di volo militari. Il velivolo, equipaggiato con un motore a getto e realizzato interamente in metallo, rispecchiava un'impostazione classica, già adottata dall'italiano Aermacchi MB-326 e dal cecoslovacco Aero L-29 Delfin, con l'ala montata bassa ed una cabina di pilotaggio a due posti in tandem.
La fase di sviluppo si rivelò impegnativa, protraendosi per i successivi anni fino alla realizzazione dei primi due prototipi, il primo dei quali venne portato in volo per la prima volta il 3 luglio 1961. Il modello si rivelò all'altezza del ruolo al quale era stato destinato e, dopo averlo valutato positivamente, il governo iugoslavo ne ordinò la produzione in serie avviata nel 1963 nello stabilimento SOKO di Mostar.
Il modello venne proposto anche sul mercato internazionale con la versione G-2A-E, ottenendo un discreto successo e venendo ordinato con una commissione di 116 esemplari dalla Libia e dallo Zambia. Successivamente venne fatto oggetto di uno sviluppo monoposto da attacco al suolo leggero, variante che sarà immessa sul mercato con la designazione J-1 Jastreb.
La produzione continuò fino al 1983, anno in cui l'ultimo esemplare di G-2A uscì dagli stabilimenti SOKO, rimanendo in linea ancora fino all'avvento del nuovo secolo.

### Impiego operativo
Gli esemplari vennero utilizzati come addestratori basici dall'aeronautica militare iugoslava per la formazione dei propri piloti fino alla dissoluzione della Repubblica socialista, venendo ripartito nelle forze aeree delle nuove realtà nazionali. Con l'inizio delle guerre jugoslave venne assegnato a compiti operativi di prima linea scontrandosi anche con le forze della NATO durante l'Operazione Deliberate Force.

## Versioni
G-2A Galeb
versione base bi-posto / aereo di addestramento avanzato, aereo di attacco leggero.
G-2A-E
versione da esportazione per Libia e Zambia.
G-3 Galeb 3
prototipo non avviato alla produzione in serie.
G-2š
versione da addestramento non armata G-2A.

## Utilizzatori

### Attuali
Libia
- Al-Quwwat al-Jawwiyya al-Libiyya

50 G-2A-E consegnati.
 Serbia

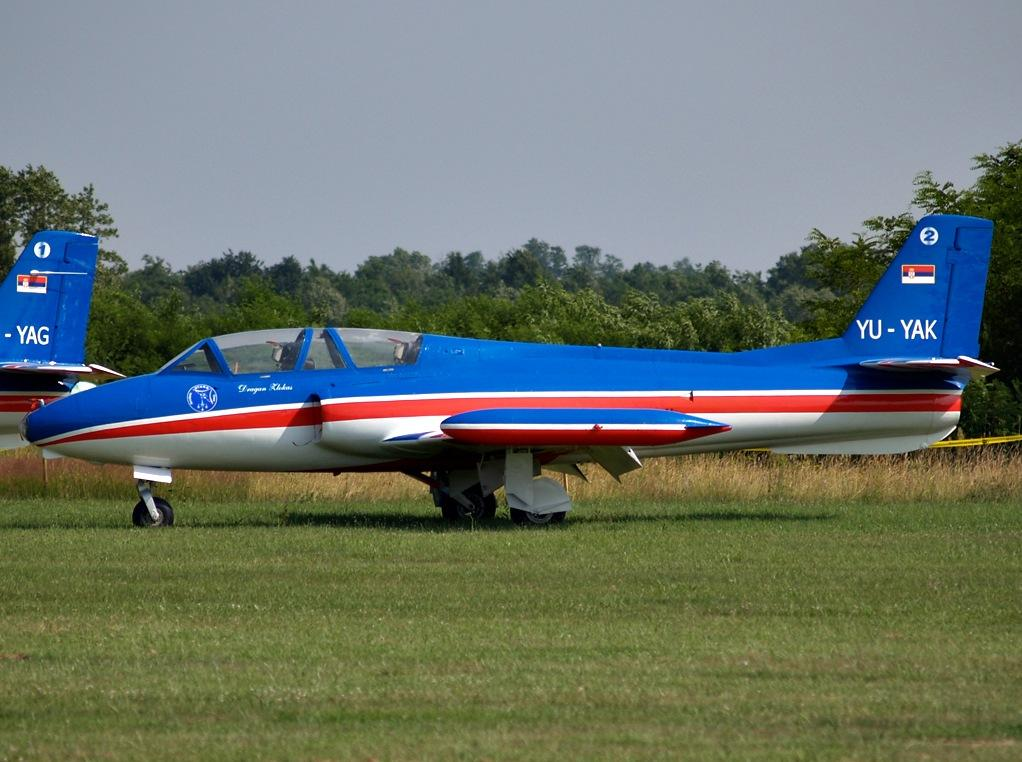
Un G-2 Galeb in livrea della serba Vazduhoplovstvo i PVO Vojske Srbije.

- Vazduhoplovstvo i PVO Vojske Srbije

Un G-2 impiegato al centro sperimentale tecnico

### Passati
Jugoslavia
- Jugoslovensko ratno vazduhoplovstvo i protivvazdušna odbrana

allo scioglimento della Repubblica Socialista vennero dislocati nelle aeronautiche militari della Repubblica Federale di Jugoslavia, della Repubblica Serba di Krajina e della Repubblica Serba di Bosnia ed Erzegovina.
 Jugoslavia
- Ratno vazduhoplovstvo i PVO Vojske Jugoslavije /Srbije i Crne Gore

dopo il 1995, 12 esemplari vennero trasferiti dalla Repubblica Serba di Bosnia ed Erzegovina alla Federazione Jugoslava. Tutti gli esemplari presenti nell'aeroporto militare di Podgorica vennero distrutti nel corso degli attacchi del 1999.
 Croazia
- Hrvatsko ratno zrakoplovstvo i protuzračna obrana

Un G-2 catturato dalla forza aerea della Krajina.
 Zambia
- Zambian Air Force and Air Defence Command

operò con un numero imprecisato (alcune fonti indicano 15) di G-2 Galeb ex iugoslavi (alcune fonti indicano G-2A-E).

## Galleria d'immagini

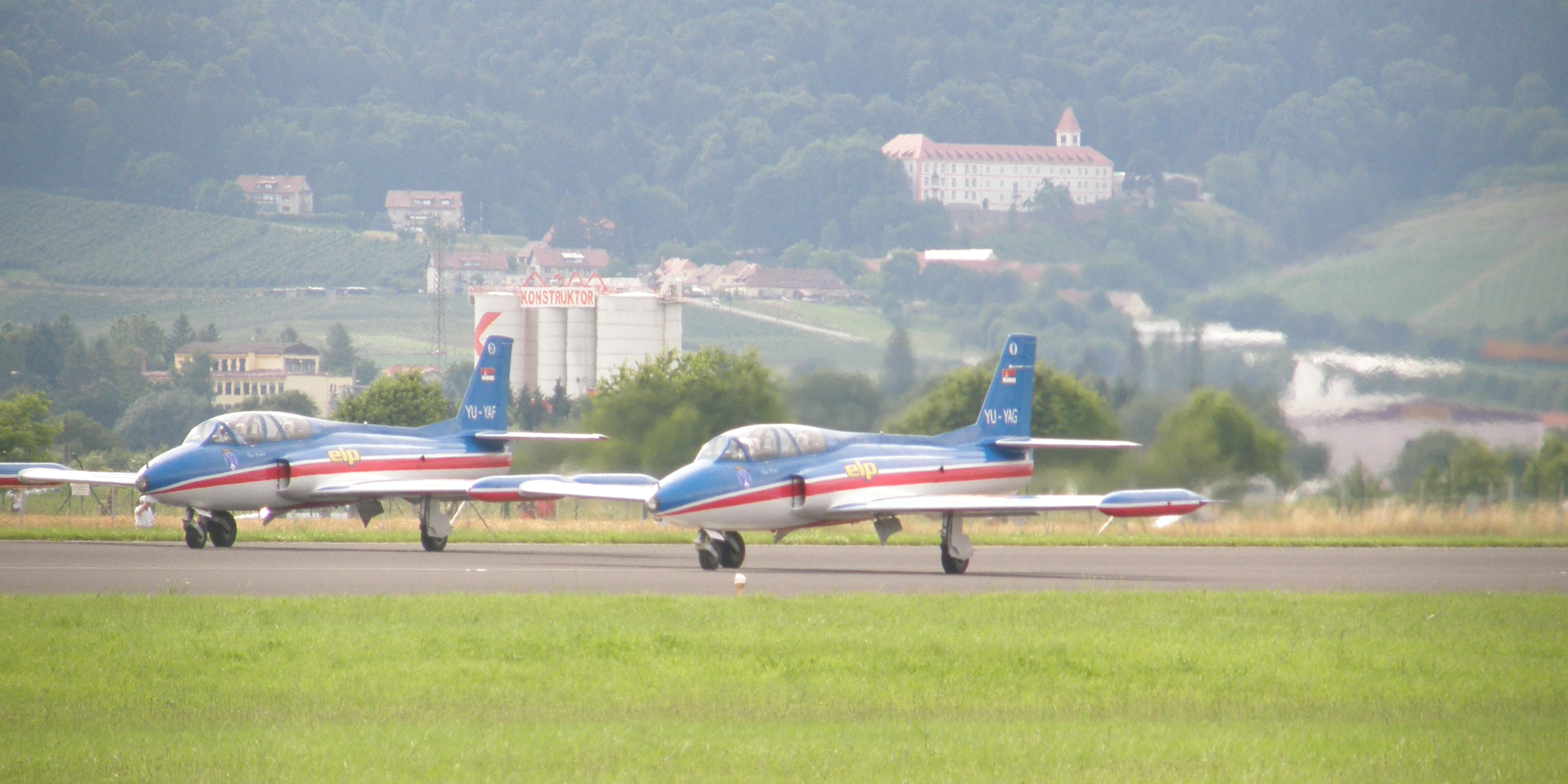
Soko G-2 Galeb della pattuglia acrobatica
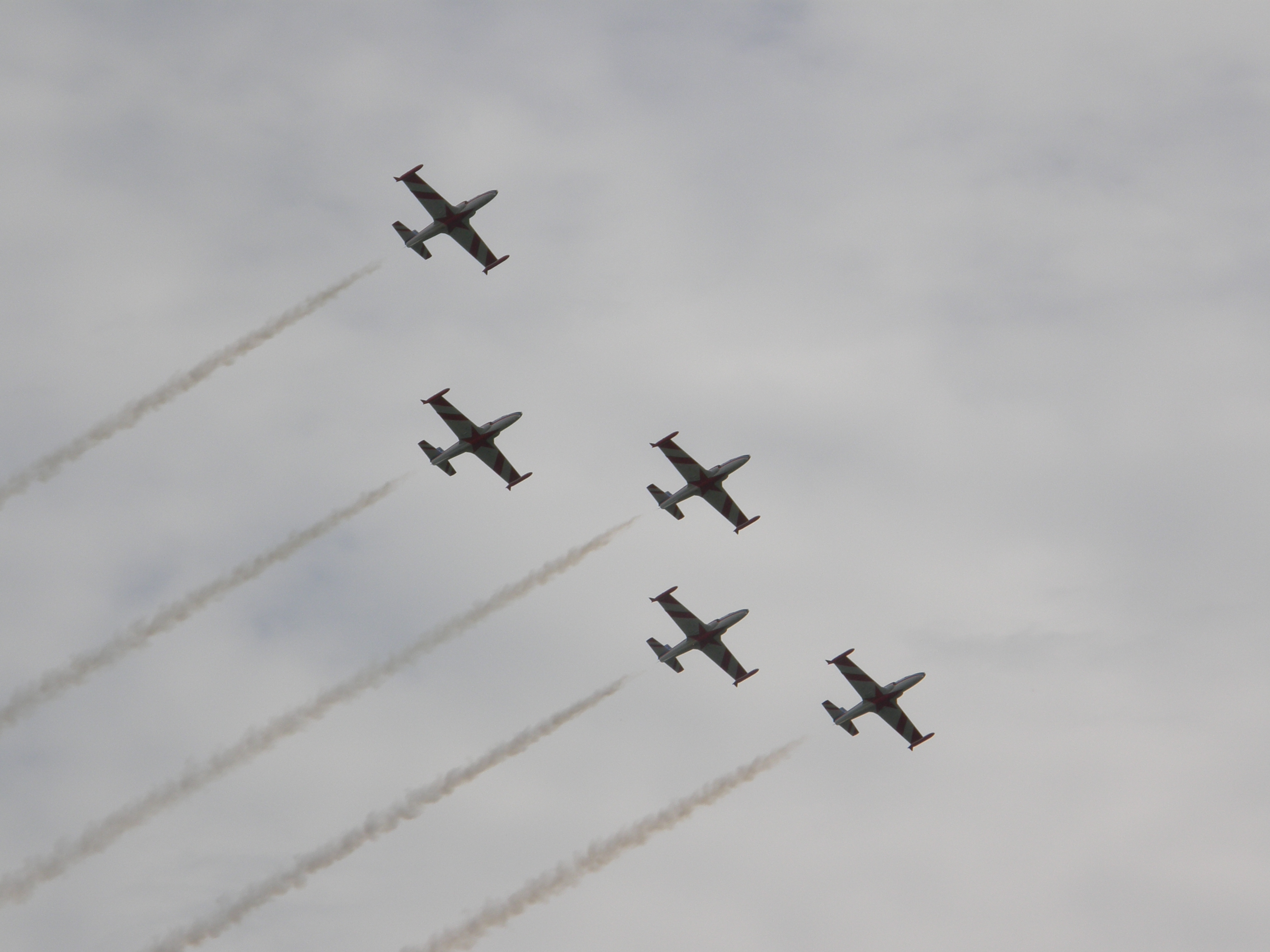
Soko G-2 Galeb della pattuglia acrobatica in volo